# Monumento alla Libertà di Šipka
Il Monumento alla Libertà di Šipka è una scultura monumentale sul Monte San Nicola, oggi Monte Šipka. Il monumento fu eretto nel 1934 per perpetuare l'impresa di coloro che caddero per la libertà della Bulgaria sul sito difeso durante la battaglia del passo di Šipka, attorno alla quale nell'estate del 1877 si svolsero le battaglie decisive per la guerra russo-turca (1877-1878) e la liberazione della Bulgaria. 
Il monumento fa parte del Museo del Parco Šipka.